# Шелест, Сергей Николаевич
Сергей Николаевич Шелест (род. 18 июня 1969, с. Дружба, Куйбышевский район, Кокчетавская область, Казахская ССР, СССР) — российский политический деятель, избранный мэром Омска 15 декабря 2021 года. Принял полномочия 12 января 2022 года.

## Биография
Сергей Шелест родился в 1969 году в селе Дружба Кокчетавской области Казахской ССР. В 1988 году окончил Щучинский политехникум, получив специальность «техник-электрик», в 1988—1990 годах служил в Советской армии. В 1996 году окончил Акмолинский сельскохозяйственный институт. Параллельно работал в электроэнергетике Казахстана (с 1993 года), позже переехал в Россию. Занимал посты генерального директора «Сибэнергосервиса» (2012—2013), заместителя министра строительства и жилищно-коммунального комплекса Омской области (2013—2014), генерального директора ОАО «ОмскВодоканал» (с 2014). В 2015 году стал кандидатом технических наук.
В 2021 году Шелест выдвинул свою кандидатуру в мэры Омска. Он стал одним из двух кандидатов, прошедших конкурсную комиссию и вышедших в финальную часть голосования, которое прошло в Омском городском совете 15 декабря. Его конкурентом был глава Марьяновского района Омской области Аркадий Ефименко. Многие наблюдатели из числа политологов и представителей оппозиции были уверены, что последний — «технический кандидат» и что результат голосования известен заранее. Городской совет большинством голосов принял решение об избрании Шелеста. Тот принял полномочия 12 января 2022 года.

## Семья
Сергей Шелест женат, у него две дочери. В ноябре 2022 года стало известно о рождении первой внучки.